# Guy Delhasse
Guy Delhasse (Luik, 19 februari 1933 – aldaar, 27 januari 2025) was een Belgisch voetballer die speelde als doelman. Hij voetbalde in de eerste klasse bij Club Luik en Beringen FC en speelde zeven interlandwedstrijden met het Belgisch voetbalelftal.

## Loopbaan

### Als doelman
Delhasse debuteerde in 1952 in het eerste elftal van Club Luik, dat aan het einde van het seizoen landskampioen werd. Vanaf het daaropvolgende seizoen verwierf hij er een vaste basisplaats. De ploeg eindigde de volgende jaren steevast in de eerste helft van de eindrangschikking met als beste resultaat een tweede plaats in 1959 en 1961. Als gevolg van haar goede prestaties mocht Club Luik in de eerste helft van de jaren 1960 uitkomen in de Jaarbeursstedenbeker. In het seizoen 1963-64 bereikte Delhasse met de ploeg de halve finale die het verloor tegen Real Zaragoza nadat in een eerder stadium onder meer Arsenal FC werd uitgeschakeld.
Vanaf 1955 werd Delhasse regelmatig geselecteerd voor het Belgisch voetbalelftal. Tot 1961 speelde hij echter geen wedstrijden voor de nationale ploeg en zat hij steevast op de invallersbank. Tussen 1961 en 1965 mocht hij in totaal tijdens zeven wedstrijden in het doel staan. In de thuiswedstrijd tegen Nederland op 30 september 1964 was hij de enige niet-Anderlechtspeler op het veld totdat hijzelf uitviel en vervangen werd door Jean Trappeniers. Op dat moment waren de elf spelers op het veld allen actief bij Anderlecht. In totaal vergaarde Delhasse 33 selecties voor de nationale ploeg.
Delhasse bleef spelen bij Club Luik tot in 1967. Op dat moment had de 12 jaar jongere André Radar hem verdrongen in het doel van de ploeg. Na het seizoen trok Delhasse naar Beringen FC, een ploeg uit de hoogste klasse die steevast in de staart van de rangschikking eindigde. Delhasse bleef er nog twee seizoenen actief en zette in 1969 een punt achter zijn voetballoopbaan op het hoogste niveau. In totaal speelde hij 399 wedstrijden in de eerste klasse.

### Als trainer
Na zijn voetballoopbaan werd Delhasse actief als keeperstrainer bij verscheidene clubs op lager niveau. Sinds 2002 is hij als trainer van de doelmannen actief bij vierdeklasser R Aywaille FC. Tijdens het seizoen 2009-2010  was hij op 76-jarige leeftijd nog een aantal maanden hoofdtrainer bij de club als vervanger van Philippe Derwa die uitviel wegens ziekte. Begin 2010 kondigde Delhasse aan dat hij op het einde van het lopende seizoen een punt wenst te zetten achter zijn loopbaan. Aywaille kondigde begin maart 2010 aan dat oud-international Christian Piot werd aangetrokken als opvolger voor Delhasse.
Delhasse overleed op 27 januari 2025 op 91-jarige leeftijd.